# Briarcliffe Acres
Briarcliffe Acres est une ville située dans le comté de Horry, dans l’État de Caroline du Sud, aux États-Unis. Lors du recensement de 2020, elle comptait 479 habitants.